# Fosfatació

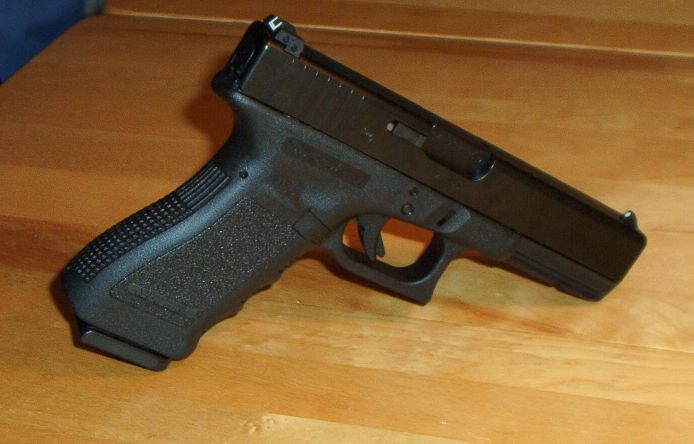
Pistola Glock 17 amb una capa de recobriment negra Parkerized

La fosfatació és un tractament químic aplicat a peces d'acer que crea una fina capa adherida de ferro, zinc o fosfats de manganès, per aconseguir resistència a la corrosió, lubricació o com a base per a posteriors recobriments o capes de pintura. És un dels tipus més comuns de recobriment per conversió.
Normalment s'obté un recobriment de fosfat aplicant a la part d'acer una solució diluïda d'àcid fosfòric, possiblement amb sals solubles de ferro, zinc i/o manganès. La solució es pot aplicar amb esponja, polvorització o immersió. Els recobriments de conversió de fosfats també es poden utilitzar en alumini, zinc, cadmi, plata i estany.

## Tipus
Els principals tipus de recobriments de fosfat són el manganès, el ferro i el zinc.
- Els recobriments de fosfat de manganès s'utilitzen tant per a la resistència a la corrosió com per a la lubricitat i només s'apliquen per immersió.
- Els recobriments de fosfat de ferro s'utilitzen normalment com a base per a més recobriments o pintura i s'apliquen per immersió o per polvorització.
- Els recobriments de fosfat de zinc s'utilitzen per a la resistència a la corrosió, com a capa de retenció de lubricants i com a base de pintura/revestiment i també es poden aplicar per immersió o polvorització. També es poden aplicar a acer galvanitzat.[2][5]

## Procés
El procés aprofita la baixa solubilitat dels fosfats en líquids de pH mitjà o alt. El bany és una solució d'àcid fosfòric, que conté els cations de ferro, zinc o manganès desitjats i altres additius. L'àcid reacciona amb el metall de ferro produint hidrogen i cations de ferro.
Fe + 2 H
3O+
 → Fe2+
 + H
2 + 2 H
2O
La reacció que consumeix protons augmenta el pH de la solució a les proximitats immediates de la superfície, fins que finalment els fosfats es tornen insolubles i es dipositen sobre ella. La reacció àcid i metall també crea localment fosfat de ferro que també es pot dipositar. Quan es diposita fosfat de zinc o fosfat de manganès, el fosfat de ferro addicional pot ser una impuresa no desitjada.
El bany sovint inclou un oxidant, com el nitrit de sodi (NaNO
2), per tal de consumir el gas hidrogen (H
2), que d'altra manera formaria una capa de petites bombolles sobre la superfície, alentint la reacció.
L'etapa principal de fosfatació pot anar precedida d'un bany "d'activació" que crea partícules diminutes de compostos de titani a la superfície.
El rendiment d'un recobriment de fosfat depèn de la seva estructura cristal·lina així com del seu gruix. Una estructura microcristal·lina densa amb una porositat baixa sol ser la millor per a la resistència a la corrosió o la pintura posterior. Una estructura de gra gruixut impregnada d'oli pot ser la millor per a la resistència al desgast. Aquests factors es poden controlar variant la concentració, la composició, la temperatura i el temps del bany.

## Història
El desenvolupament del procés es va iniciar a Anglaterra i va continuar per la família Parker als Estats Units. Els termes Parkerizing, Parkerize i Parkerized són totes marques comercials registrades tècnicament als Estats Units de Henkel Adhesives Technologies, tot i que la terminologia ha passat en gran part a un ús genèric durant molts anys. El procés es va utilitzar per primera vegada a gran escala en la fabricació d'armes de foc per a l'exèrcit dels Estats Units durant la Segona Guerra Mundial.
El primer treball sobre processos de fosfatació va ser desenvolupat pels inventors britànics William Alexander Ross, patent britànica 3119, el 1869, i per Thomas Watts Coslett, patent britànica 8667, el 1906. Coslett, de Birmingham, Anglaterra, va presentar posteriorment una patent basada en aquest mateix procés a Amèrica el 1907, que va rebre una patent el 1907. Bàsicament proporcionava un procés de fosfatació de ferro, utilitzant àcid fosfòric.
Una sol·licitud de patent millorada per a la fosfatació de manganès basada en gran part en aquest primer procés britànic de fosfatació de ferro es va presentar als EUA el 1912, i es va emetre el 1913 a Frank Rupert Granville Richards com a patent.

## Parkerització

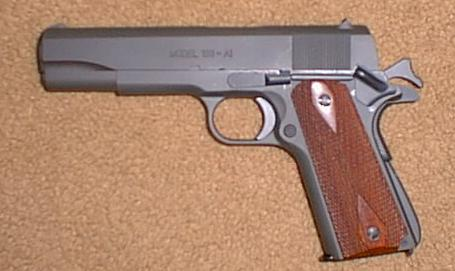
Una Pistola M1911-A1 amb Parkeritzat de zinc

Parkerització és un mètode per protegir una superfície d'acer de la corrosió i augmentar la seva resistència al desgast mitjançant l'aplicació d'un recobriment de conversió química de fosfat. La parkerització es considera generalment un procés de fosfatació de zinc o manganès millorat, i no un procés de fosfatació de ferro millorat, encara que alguns utilitzen el terme parkerització com a terme genèric per aplicar recobriments de fosfatació que inclouen el procés de fosfatació de ferro. Bonderització, fosfatació són altres termes associats amb el procés de Parkerizing. També s'ha conegut com a decapat en el context del ferro i l'acer forjat.

## Usos

### Pintura imprimació
Els recobriments de fosfat també s'utilitzen habitualment com a preparació de superfícies per a un posterior recobriment i/o pintura, proporcionant una excel·lent adherència i aïllament elèctric.

### Resistencia a la corrosió
Els recobriments de fosfat s'utilitzen sovint per protegir les peces d'acer contra l'oxidació i altres tipus de corrosió. No obstant això, són una mica porosos, de manera que aquest ús requereix impregnar el recobriment amb oli, pintura o alguna altra substància de segellat. El resultat és una capa dielèctrica (aïllant elèctricament) fortament adherida que pot protegir la peça de la corrosió electroquímica i de la pintura inferior.

### Resistència al desgast
Els recobriments de zinc i manganès s'utilitzen per ajudar a trencar els components subjectes a desgast i ajudar a prevenir la irritació.

### Lubricació
Tot i que un recobriment de fosfat de zinc per si mateix és una mica abrasiu, es pot convertir en una capa lubricant per a operacions de conformació en fred mitjançant un tractament amb estearat de sodi (sabó). El sabó reacciona amb els cristalls de fosfat formant una capa d' estearat de zinc insoluble i hidròfoba molt prima, que ajuda a contenir l'estearat de sodi sense reaccionar fins i tot sota una deformació extrema de la peça, com en el trefilatge.